# Перегрупування Пейна
Перегрупування Пейна (англ. Payne rearrangement) — промотована основами ізомеризація 2,3-епоксиспиртів, що відбувається зі зміщенням положення епоксидного циклу.
Механізм перегрупування Пейна: